# Angiopteris wallichiana
Angiopteris wallichiana là một loài dương xỉ trong họ Marattiaceae. Loài này được C.Presl mô tả khoa học đầu tiên năm 1845.